# Milis
Milis (en sard, Milis) és un municipi italià, dins de la província d'Oristany. L'any 2007 tenia 1.670 habitants. Es troba a la regió de Campidano di Oristano. Limita amb els municipis de Bauladu, Bonarcado, San Vero Milis, Seneghe i Tramatza.

## Administració
| Període | Identitat       | Partit        |
| ------- | --------------- | ------------- |
| 2005-   | Antonio Mastinu | Llista cívica |